# Zabytek ruchomy

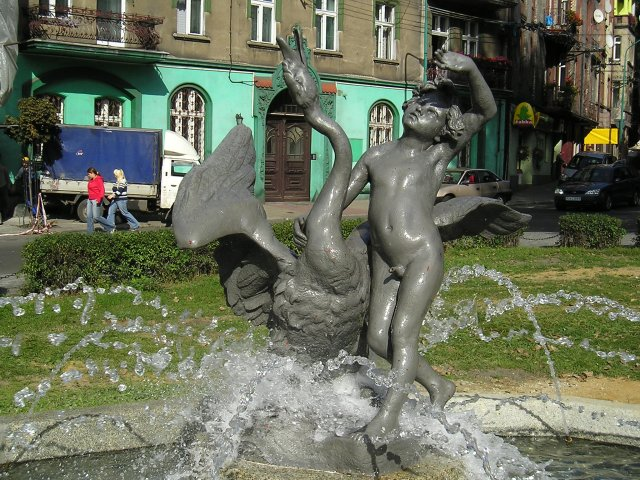
Rzeźba Chłopiec z łabędziem, zabytek ruchomy w Chorzowie (2005)

Zabytek ruchomy – polski zabytek (zob. ochrona zabytków w Polsce), odnotowywany w rejestrze zabytków, w księdze-kategorii B.
Według ustawowej definicji zabytek ruchomy stanowi: rzecz ruchomą, jej część lub zespół rzeczy ruchomych będące dziełem człowieka lub związane z jego działalnością i stanowiące świadectwo minionej epoki bądź zdarzenia, których zachowanie leży w interesie społecznym ze względu na posiadaną wartość historyczną, artystyczną lub naukową.
Zabytki ruchome to m.in. wyposażenie świątyń i przedmioty pozostające w kolekcjach. Liczba zabytków ruchomych w Polsce wynosi  268915 (stan na 29 stycznia 2021). Do zabytków ruchomych nie zaliczają się: zbiory figurujące w inwentarzach muzealnych, narodowy zasób biblioteczny, obiekty wpisane na Listę Skarbów Dziedzictwa.